# 高崎五六

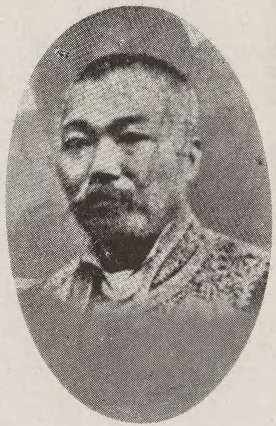
高崎五六

高崎 五六（たかさき ごろく / いつむ、1836年4月4日（天保7年2月19日） - 1896年（明治29年）5月6日）は、江戸時代末期の薩摩藩士、明治時代の官僚、錦鶏間祗候。爵位は男爵。仮名を猪太郎または兵部と名乗り、のち諱を友愛。高崎正風は従兄弟にあたる。

## 来歴
1836年（天保7年）、薩摩藩士の高崎善兵衛友道の長男として薩摩国鹿児島郡鹿児島近在川上村（現在の鹿児島県鹿児島市川上町）に生まれる。安政末期、水戸藩有志とともに井伊直弼襲撃を策謀し、関鉄之助とともに入京。朝廷に奏聞しようとしたが失敗する。1862年（文久2年）、藩命により上京。藩士有馬新七らが島津久光の命に背いて伏見寺田屋に集会するのを察知し、久光に急告して騒擾を事前に食い止めた（寺田屋騒動）。元治元年、長州征伐が起こり、西郷隆盛と協議のうえ朝稲兵助と変名して長州に入り、藩要人と議論を交わし、さらには長州藩謝罪恭順のために周旋した。
維新後、大久保利通に用いられて、元老院議官、東京府知事等を任じられた。1887年（明治20年）5月24日、勲功により男爵位を授けられ、1890年（明治23年）7月10日、貴族院男爵議員に就任し、1893年（明治26年）5月13日まで在任。1890年10月20日、錦鶏間祗候となる。1896年（明治29年）、病没した。享年61。亡くなった日を5月7日とする文献もある。墓所は青山霊園(2イ17-1)。

## 栄典
位階
- 1885年（明治18年）2月6日 - 従四位[6]
- 1896年（明治29年）5月6日 - 正三位[7]

勲章等
- 1885年（明治18年）11月19日 - 勲三等旭日中綬章[8]
- 1889年（明治22年）11月25日 - 大日本帝国憲法発布記念章[9]
- 1896年（明治29年）5月7日 - 勲二等瑞宝章[10]

## 親族
子に、長男高崎安彦、三男弓彦がいる。安彦の跡は、弓彦、秀博と続く。